# Séisme de 2011 dans la province de Van
Le séisme de 2011 dans la province de Van a frappé l’Est de la Turquie, notamment la province de Van, le 23 octobre 2011 à 13 h 41 heure locale.

## Impact du séisme
D’une magnitude de 7,2 selon l'USGS, il pourrait avoir causé entre 500 et 1 000 morts et de nombreux blessés, selon Mustafa Erdik, directeur de l'institut de sismologie de Kandilli à Istanbul dont les propos ont été rapportés par les médias le jour même. Ceux-ci font alors mention d'un bilan provisoire d'environ 264 morts et 1 300 blessés. Le 27 octobre, un nouveau bilan provisoire fait état de 534 morts.

## Réactions internationales

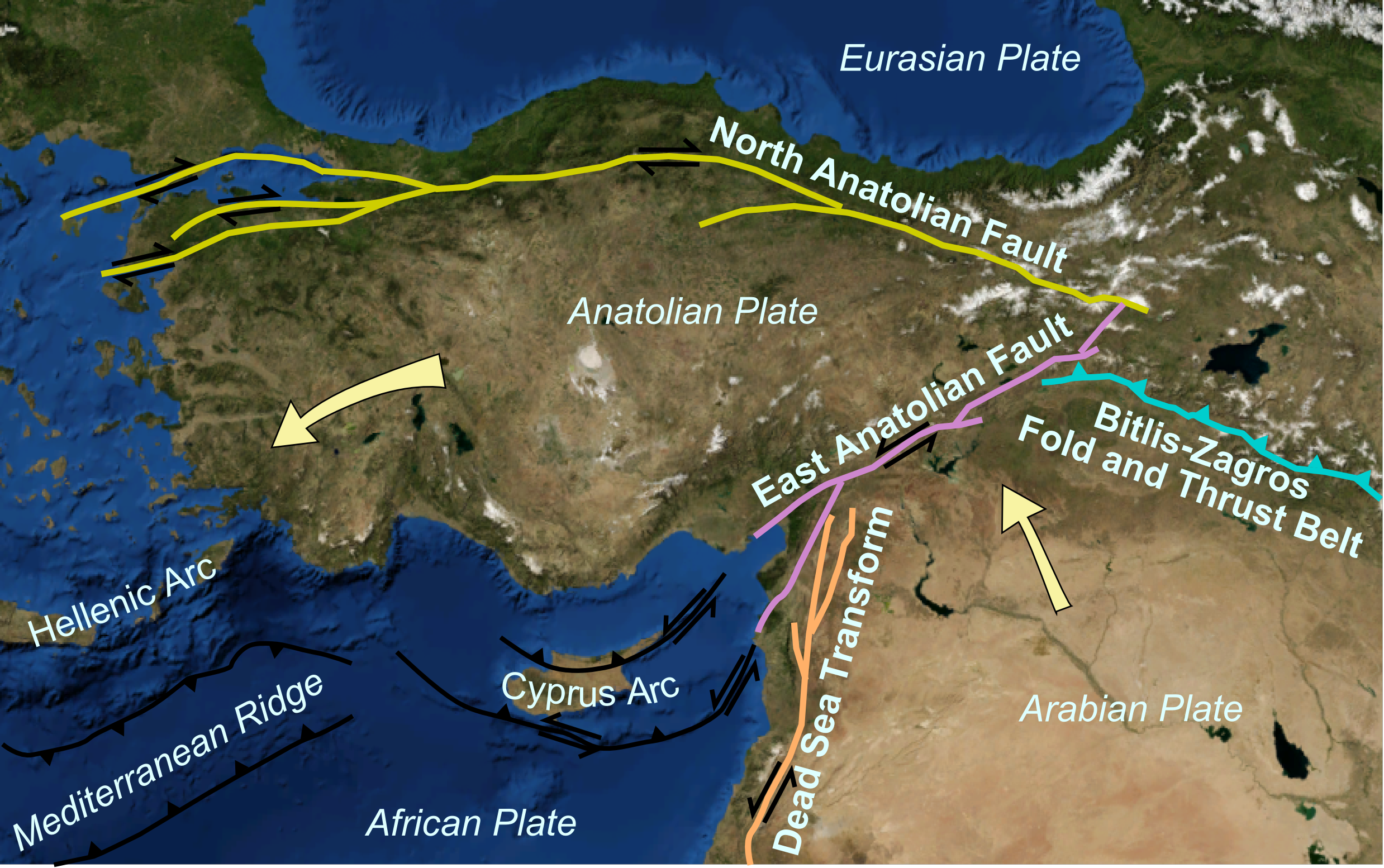
La région de Van est située entre plusieurs plaques tectoniques.

L'Union européenne a exprimé ses condoléances et l'OTAN a proposé son aide à la Turquie après le tremblement de terre.
L'Arménie, l'Azerbaïdjan, la Bulgarie, la Chine, le Danemark, la Géorgie, l'Allemagne, la Grèce, la Hongrie, l'Iran, l'Irlande, Israël, le Japon, le Kosovo, la Nouvelle-Zélande, le Pakistan, la Pologne, la Corée du Sud, la Suède, la Suisse, Taïwan, l'Ukraine, le Royaume-Uni et les États-Unis ont également offert de l'aide à la Turquie après le tremblement de terre.
Le 23 octobre 2011, la Turquie déclare refuser l'aide humanitaire de tous les pays de la communauté internationale à l'exception de l'Azerbaïdjan. Abdullah Gül, président de la Turquie, affirme que les équipes turques sont capables de gérer seules un tel séisme.

## Séisme du 9 novembre
Un autre séisme de magnitude 5,7 et d'une profondeur de 9,4 km, est localisé près de Van le 9 novembre à 21 h 23 heure locale (19 h 23 UTC), causant 32 morts et 30 blessés. Elle est localisée à 16 km au sud de Van. Parmi les bâtiments qui se sont effondrés le 9 novembre figure le Bayram Hotel, qui abritait journalistes et secouristes. Un secouriste japonais a été reporté mort. Cependant, il est impossible de déterminer si ce séisme est une réplique de celui du 23 octobre.